# Justyna Jeziorna
Justyna Barbara Jeziorna, z d. Kłosińska (ur. 9 lipca 1981 w Lubinie) – polska koszykarka grająca na pozycji rozgrywającej i rzucającej, wielokrotna medalistka mistrzostw Polski, reprezentantka kraju.

## Życiorys
Pochodzi ze sportowej rodziny. Jej matka trenowała lekkoatletykę, ojciec piłkę nożną, podobnie jak i starszy brat Krzysztof, który został zawodowcem.
Jest wychowanką MKS Polkowice, w którego barwach debiutowała w sezonie 1996/1997 w ówczesnej II lidze, od 1999 występowała w I lidze, w sezonie 2001/2002 debiutowała w ekstraklasie (jej zespół nosił wówczas nazwę CCC Aquapark Polkowice). Z CCC występowała do 2011 (opuściła część sezonu 2005/2006 z uwagi na urlop macierzyński), w 2011 zdobyła wicemistrzostwo Polski, w latach 2005 i 2007 brązowe medale mistrzostw Polski. W sezonie 2011/2012 występowała w ŁKS Siemens AGD Łódź, w latach 2012-2014 w Artego Bydgoszcz, w sezonie 2014/2015 ponownie występowała w CCC Polkowice. W 2013 i 2014 zdobyła brązowe medale mistrzostw Polski z Artego, w 2015 brązowy medal mistrzostw Polski z CCC. Po sezonie 2014/2015 przerwała karierę
Z reprezentacją Polski kadetek zajęła 9 miejsce na mistrzostwach Europy w 1997, z reprezentacją Polski juniorek 9 miejsce na mistrzostwach Europy w 2000, z reprezentacją Polski seniorek 11 miejsce na mistrzostwach Europy w 2009.
Jej mężem jest piłkarz Marcin Jeziorny.

## Osiągnięcia
Drużynowe
- Wicemistrzyni Polski (2011)
- Brązowa medalistka mistrzostw Polski (2005, 2007, 2013, 2014, 2015)
- Zdobywczyni Pucharu Polski (2004)
- Finalistka Pucharu Polski (2010)
- Awans do najwyższej klasy rozgrywkowej (2001)
- Uczestniczka rozgrywek Eurocup (2007/08, 2009/10)

Indywidualne
- 3-krotnie powoływana do udziału w meczu gwiazd PLKK (2002, 2003 - Starogard Gdański – nie wystąpiła, 2003 - Rzeszów)[2][3][4]
- Liderka PLKK w skuteczności rzutów z gry (2013)

Reprezentacja
- Uczestniczka mistrzostw Europy:
  - 2009 – 11. miejsce
  - U–20 (2000 – 9. miejsce)
  - U–18 (1998 – 6. miejsce)
  - U–16 (1997 – 9. miejsce)